# 高速神戸駅
高速神戸駅（こうそくこうべえき）は、兵庫県神戸市中央区多聞通三丁目にある、阪神電気鉄道・阪急電鉄の駅である。

## 概要
阪神と阪急の共同使用駅で、駅営業の主体は阪神電気鉄道が受け持つ。また、当駅と新開地の間は両社の重複区間とされる。どちらの路線も神戸高速鉄道が第三種鉄道事業の「東西線」として施設を保有しており、阪神・阪急は第二種鉄道事業者である。駅番号は阪神に対してのみ付与されており、HS 35である。
かつて神戸高速鉄道が直接運営していた名残から、駅名に「高速」を冠している。駅出入口の案内板等は2010年の経営形態変更以降に交換され、現行の案内板では阪神と同様のデザイン・書体で「阪神 阪急 神戸高速線（HANSHIN HANKYU KOBEKOSOKU LINE）」と表記され「神戸高速鉄道」の表記はされていない。同時にリニューアル前のホーム駅名標に記載されていた「ハーバーランド前」という副駅名は表示を取りやめ、駅入り口の標記や駅到着時のアナウンスのみとしている。

### 利用可能な鉄道路線
- 阪神電気鉄道 
  - 神戸高速線[1]
- 阪急電鉄
  - 神戸高速線[1]

上記のほか、以下の路線に連絡している。なお、公式な乗換駅ではないが、神戸市営地下鉄西神・山手線（大倉山駅）とも乗換が可能である（同線との公式な乗換駅は三宮駅または高速長田駅）。
- 西日本旅客鉄道（JR西日本）
  - 東海道本線・山陽本線（JR神戸線） : 神戸駅
- 神戸市営地下鉄
  - 海岸線 : ハーバーランド駅

## 歴史
- 1968年（昭和43年）4月7日：神戸高速鉄道東西線の全線開通に伴い開業する[1]。
- 1995年（平成7年）
  - 1月17日：阪神・淡路大震災により被災し、営業休止となる[3]。
  - 2月1日：元町駅と高速神戸駅間が単線で運転再開し、当駅の営業を再開する[3]。
  - 2月6日：花隈駅と新開地駅間が運転を再開する（同年8月13日に神戸高速全線の運転を再開する）[3]。
- 2003年（平成15年）：バリアフリー化を伴う駅改良工事により、トイレのリニューアルおよび西改札口側構内のエレベーターが設置され使用を開始する。
- 2010年（平成22年）
  - 9月：駅名標を阪神電気鉄道が採用しているデザインに変更するとともに、副駅名「ハーバーランド前」の表記を取りやめる[4]。
  - 10月1日：山陽電気鉄道の第二種鉄道事業廃止。山陽電気鉄道の列車の乗り入れおよび同社乗務員の阪神車への乗務は継続[5]。
- 2014年（平成26年）4月1日：駅ナンバリング導入[6]。

## 駅構造
島式ホーム2面4線を持つ地下駅である。ホーム有効長は8両編成分あるが阪神方面（2・4番のりば）の停車列車は、阪神・山陽の6両編成（115 m）以下のため両端1両分ずつ（8両編成の1・8号車部分）は固定柵でガードされている。近鉄の車両は乗り入れていない。改札口は東西に各1か所が設けられ、東側にはエスカレーターならびに多機能トイレが、西側にはエレベーターが設置されている。
当駅の西側に引き上げ線が2本あり、北側を阪急が、南側を阪神が使用している。当駅改札外から隣の新開地駅まではメトロこうべ（地下街）を介して連絡している。

### のりば
阪急方面に発着する列車は奇数番線、阪神方面に発着する列車は偶数番線に発着する。また当駅始発の山陽電気鉄道の下り列車は新開地駅から回送された上で3番線で折り返し、逆に当駅終着の山陽電車上り列車は2番線に到着後折返して新開地駅まで回送のうえ同駅始発の下り列車となる（いずれも、神戸三宮側に引き上げ線がないための措置）。
| のりば | 路線            | 方向 | 行先                                                   | 備考                      |
| ------ | --------------- | ---- | ------------------------------------------------------ | ------------------------- |
| 1      | ■阪急神戸高速線 | 上り | 三宮・宝塚・大阪・京都方面                             |                           |
| 2      | ■阪神神戸高速線 | 上り | 三宮・尼崎・大阪（梅田）・難波・奈良方面               |                           |
| 3      | ■神戸高速線     | 下り | 新開地・明石・姫路・ ■神戸電鉄線（新開地のりかえ）方面 | 阪急方面から 一部当駅始発 |
| 4      | ■神戸高速線     | 下り | 新開地・明石・姫路・ ■神戸電鉄線（新開地のりかえ）方面 | 阪神方面から              |

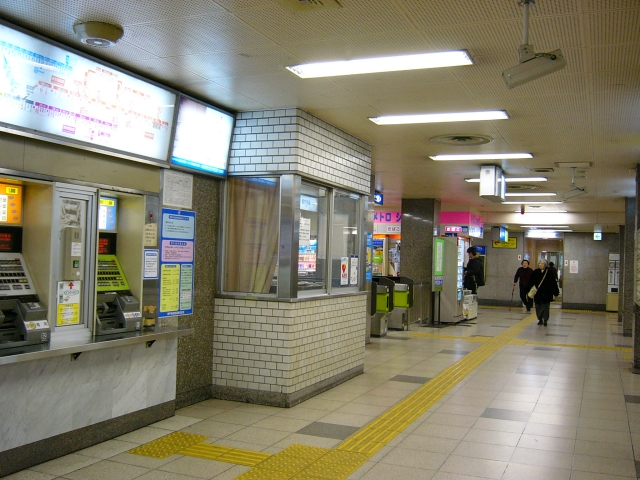
改札口・券売機付近
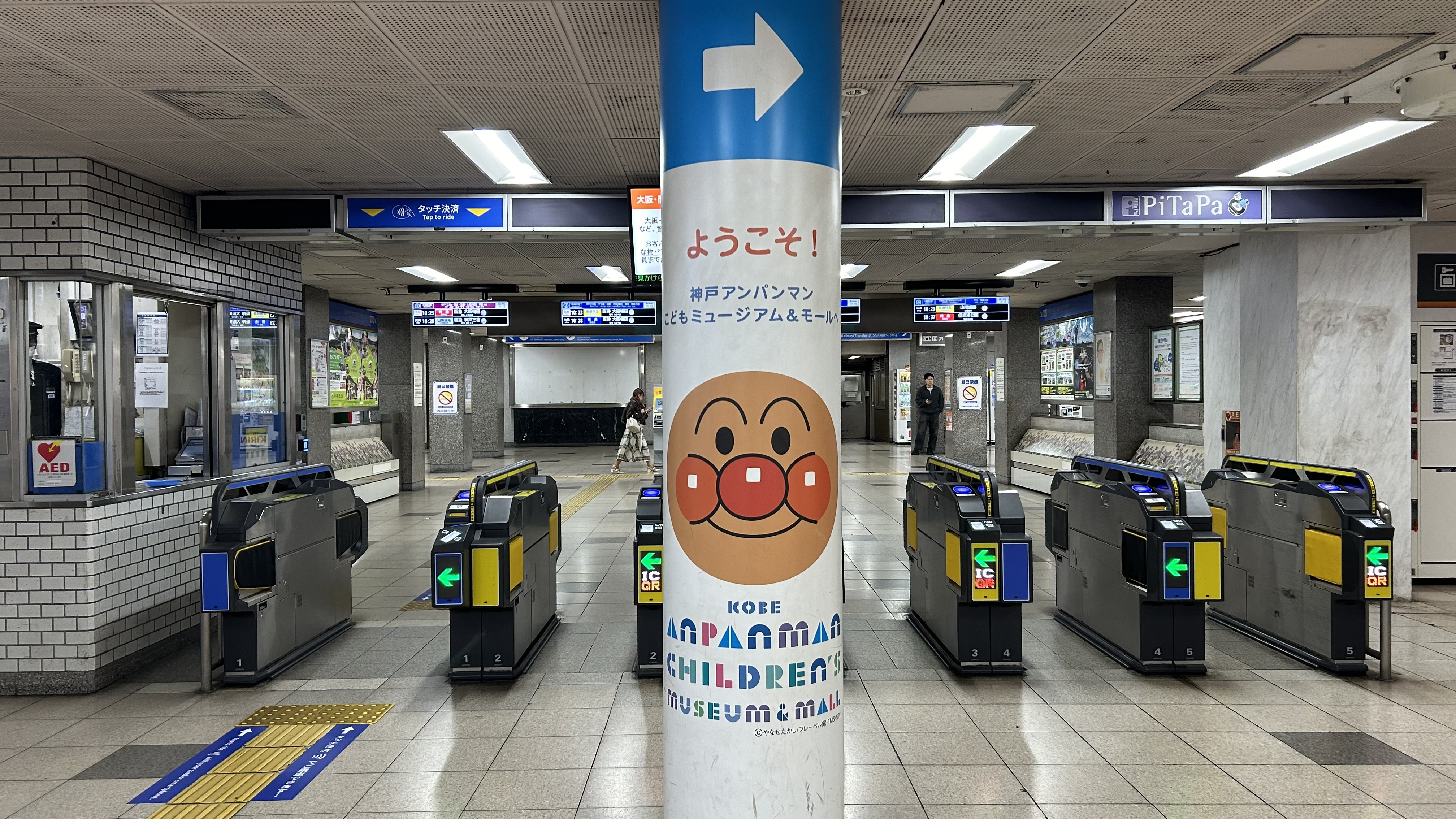
東改札口
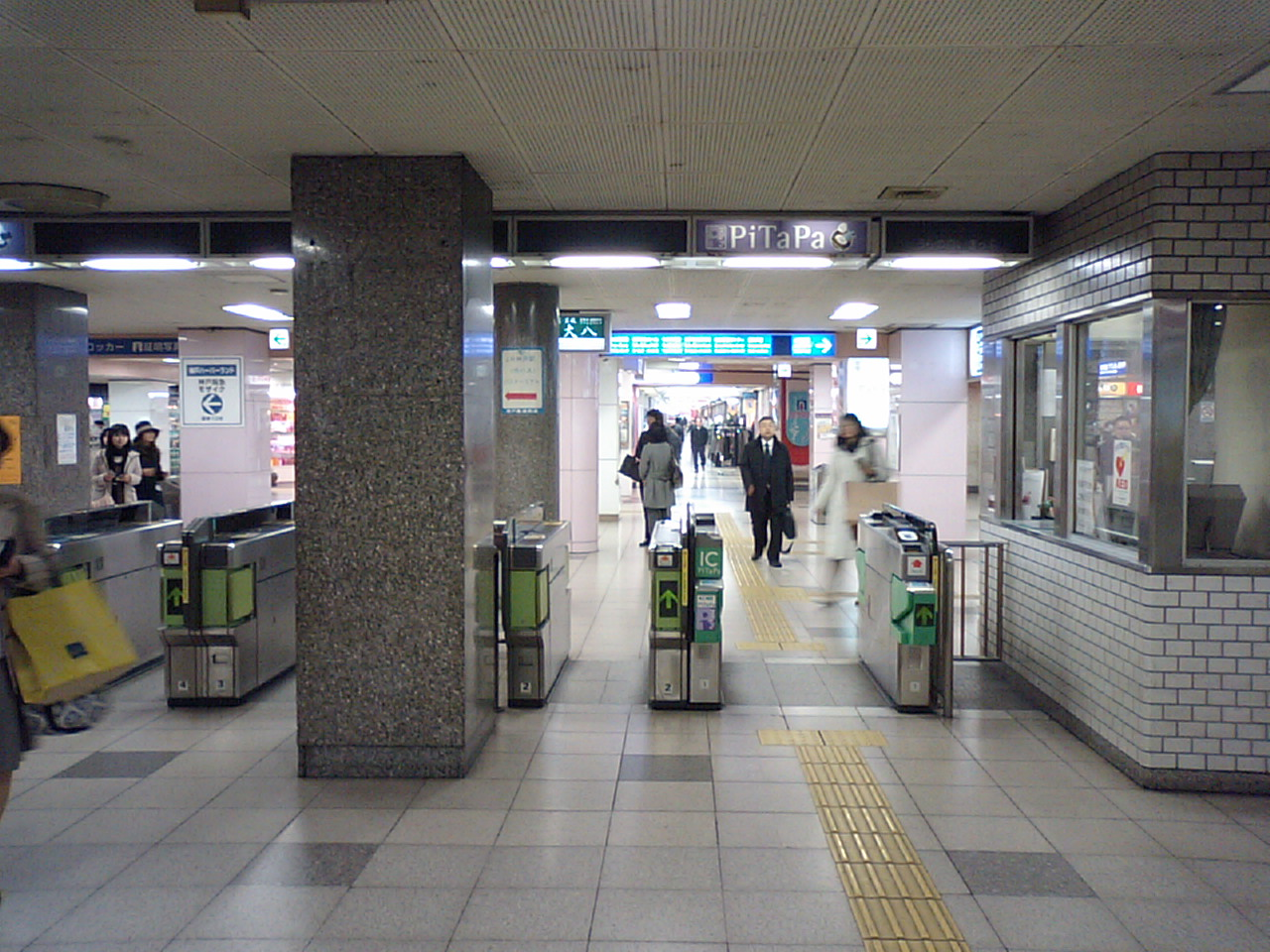
神戸高速鉄道時代の東改札口。奥が「メトロこうべ」。
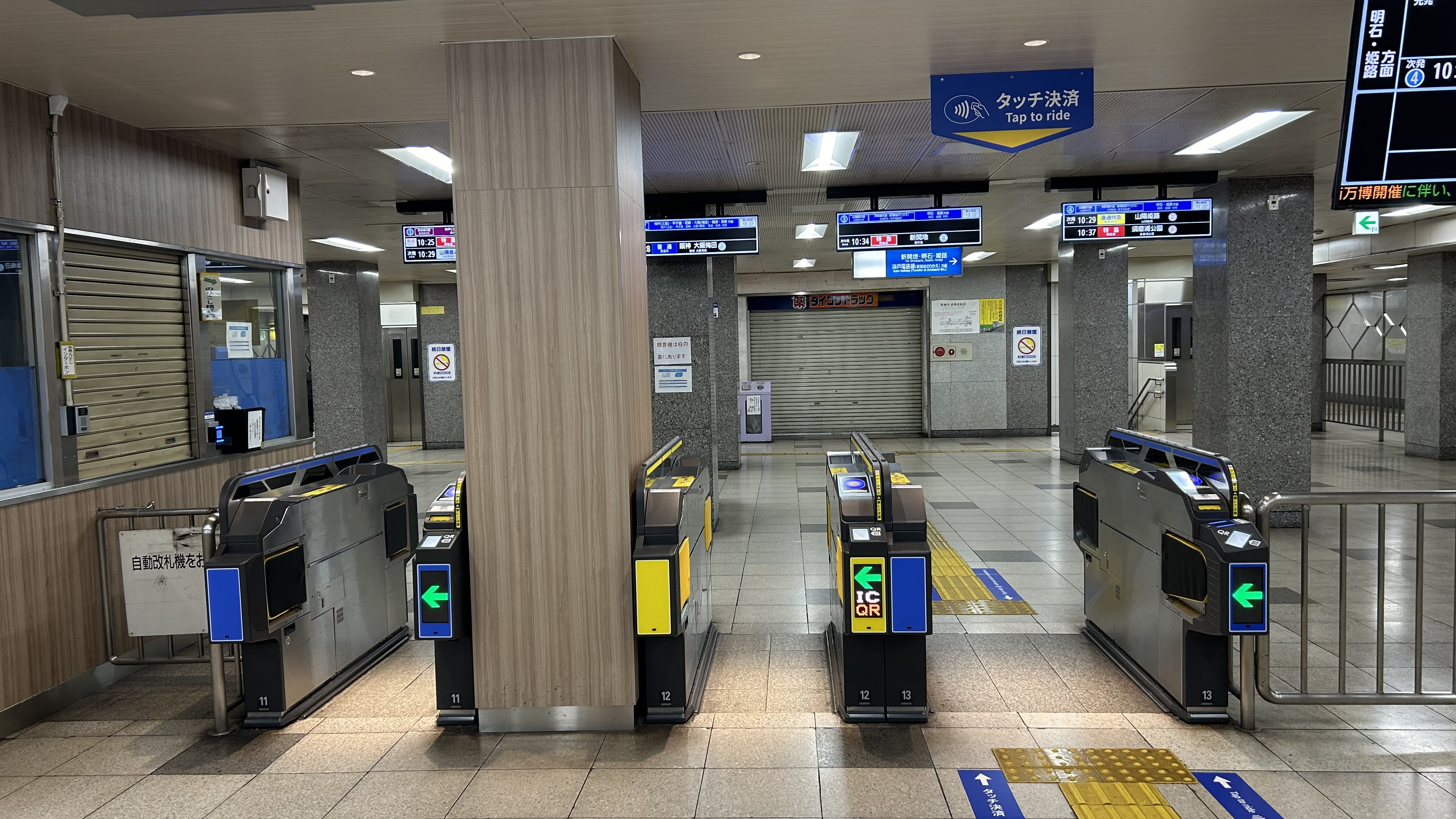
西改札口
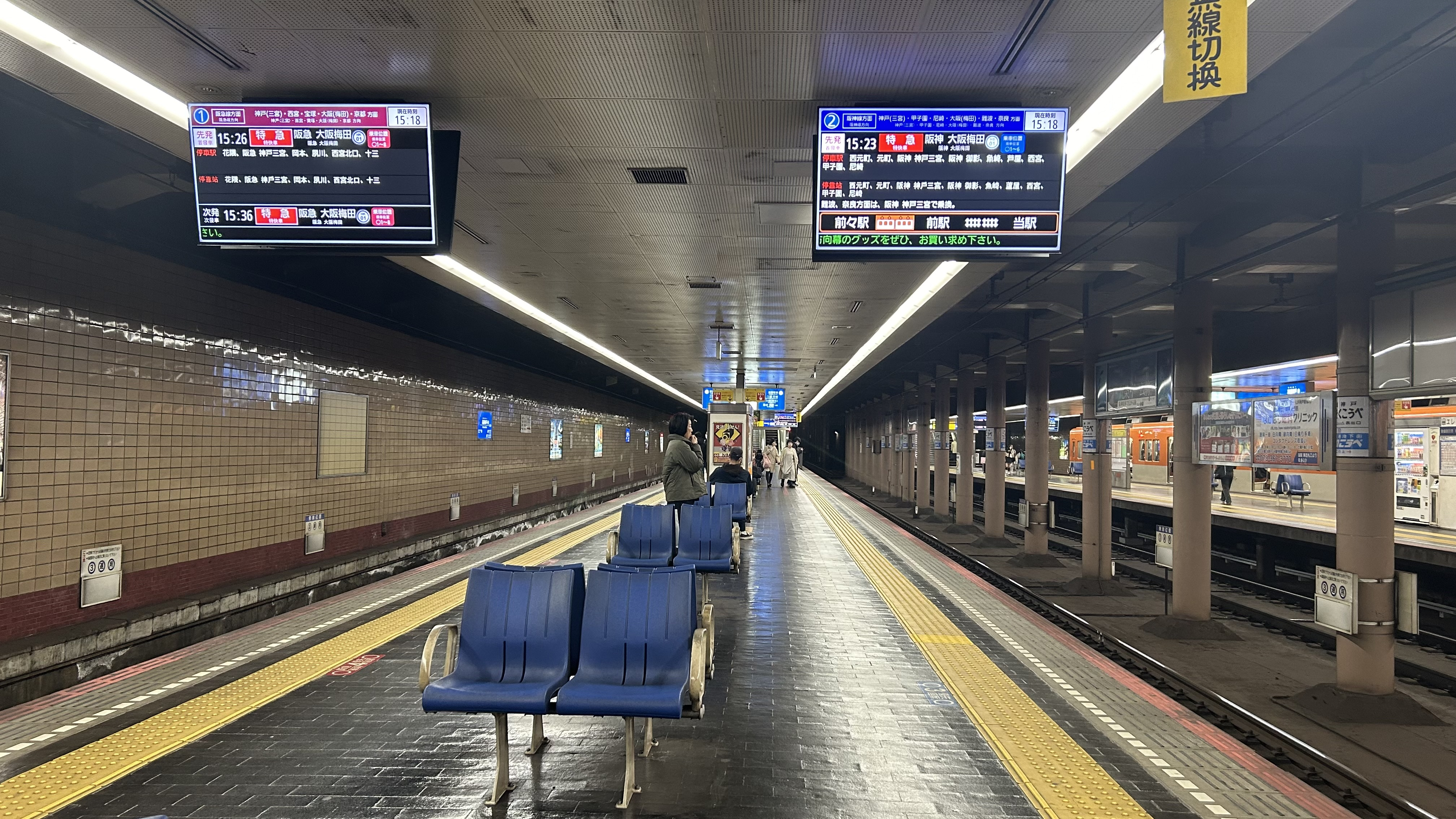
1・2番乗り場ホーム
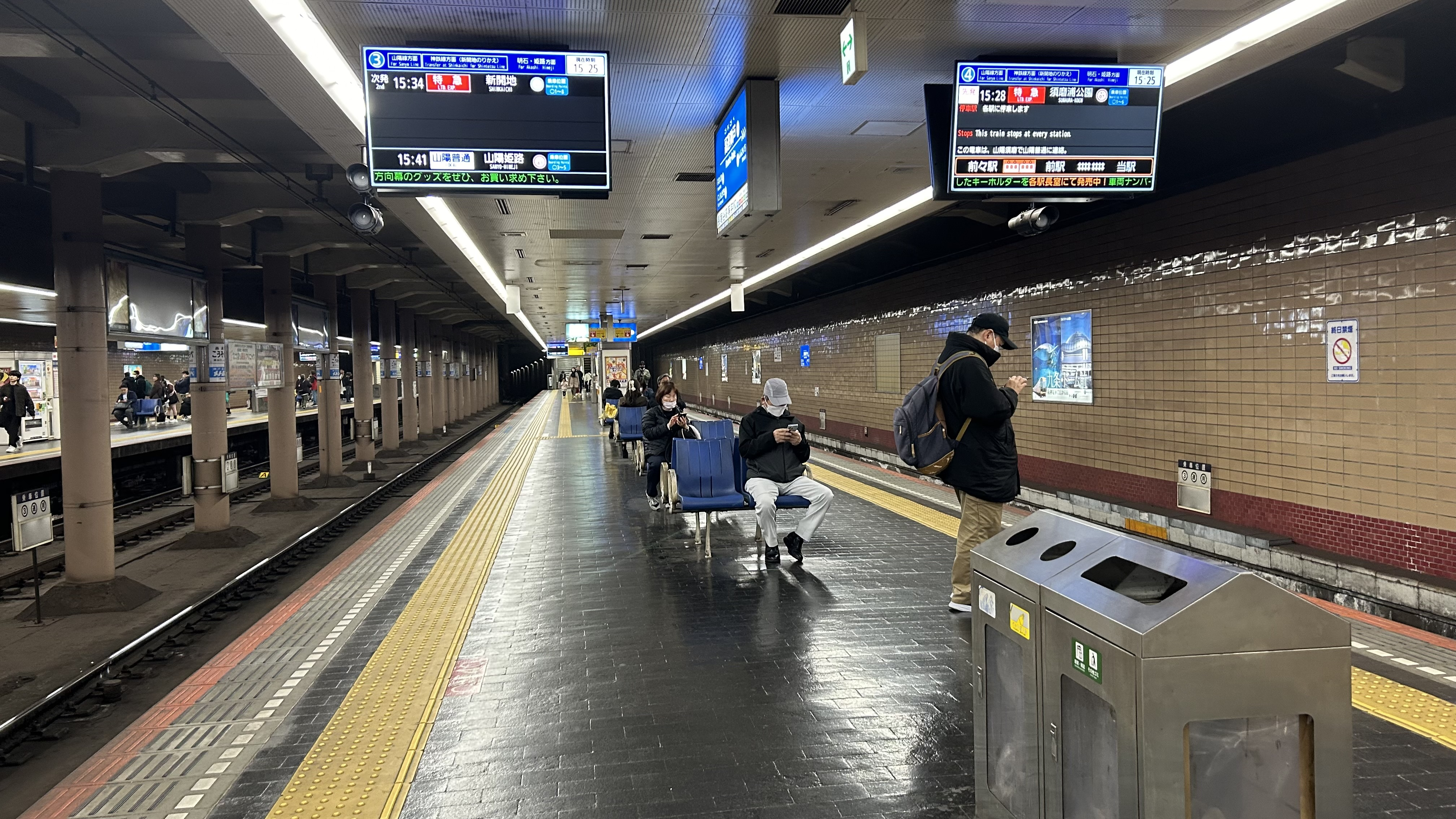
3・4番乗り場ホーム
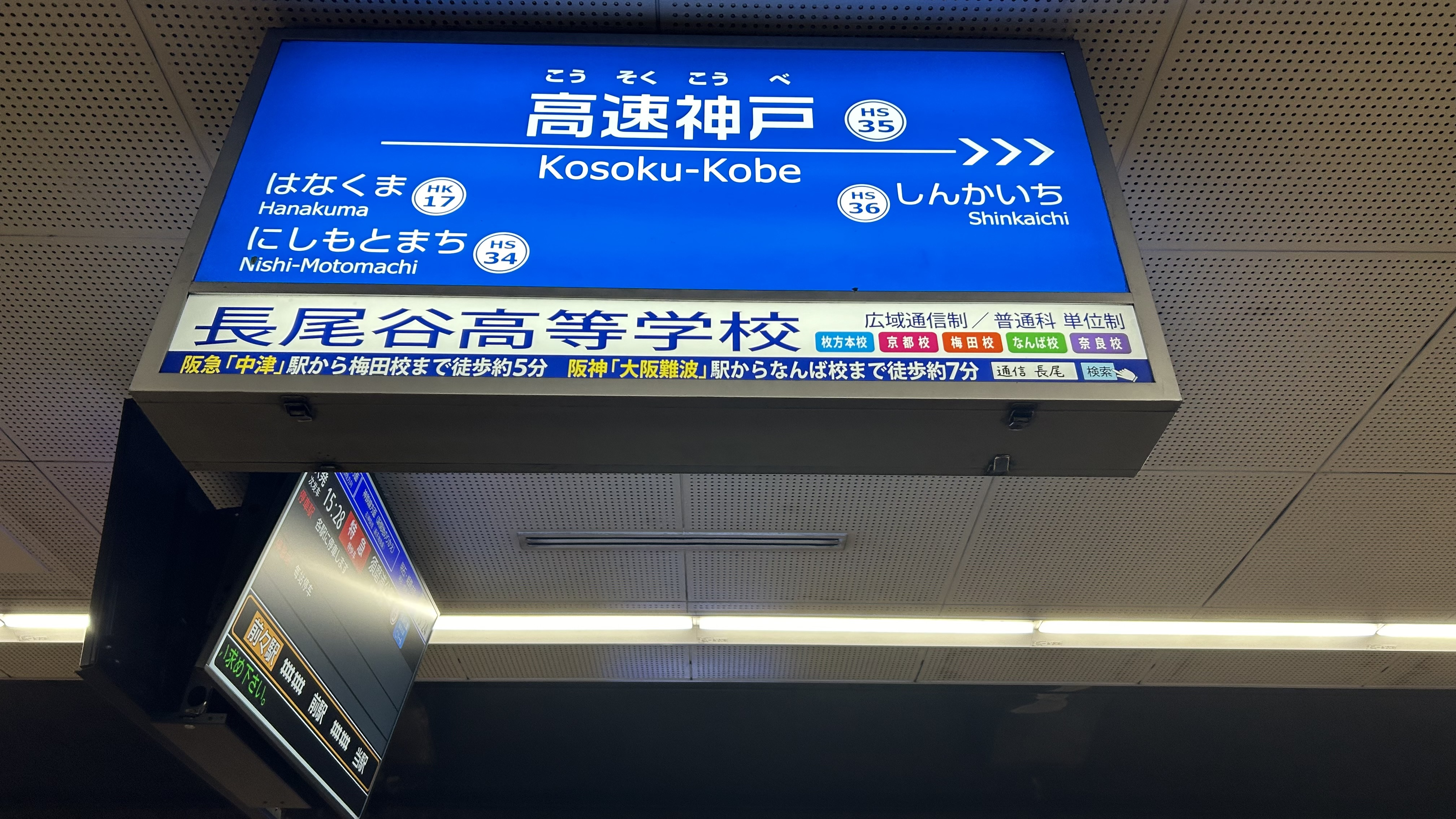
駅名標（駅ナンバリング導入後）
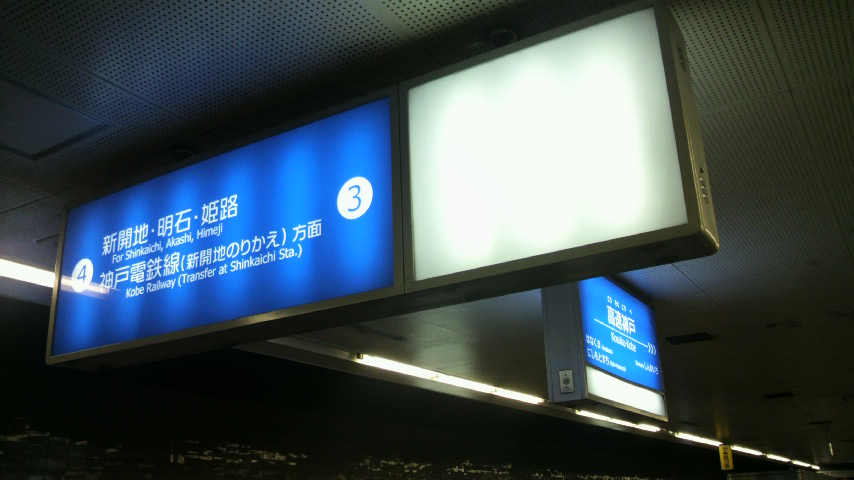
駅案内板リニューアル後の案内表示と駅名標 （神戸高速鉄道仕様からの交換直後で、駅ナンバリング導入前）
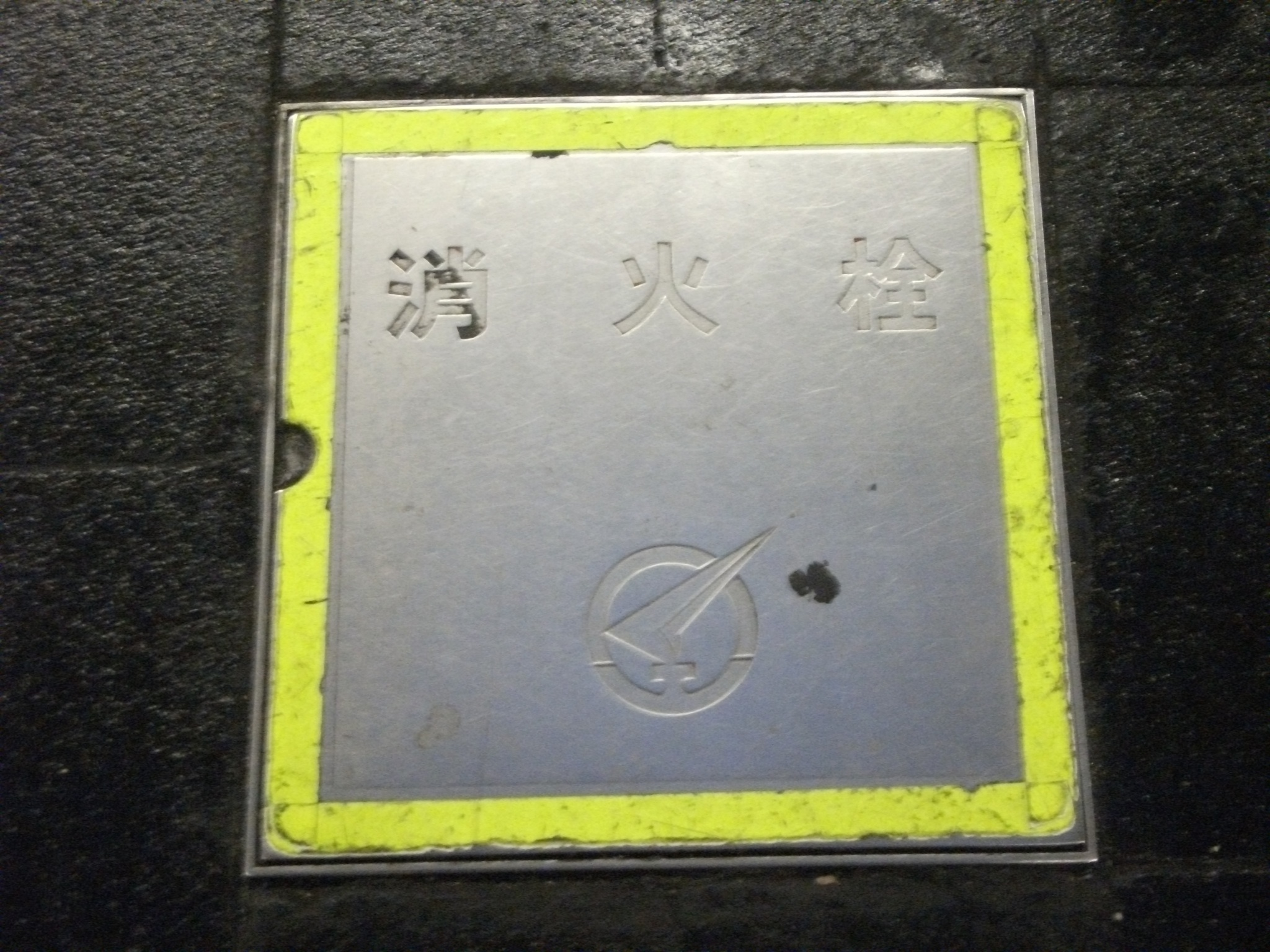
ホーム床面にある消火栓の蓋 神戸高速鉄道の社章が入っている（2011年撮影）

### 備考

#### 特記事項
- 阪神・山陽の直通特急、阪神特急（新開地駅始発・終着を除く）は当駅で乗務員交代が行われる。
- 阪神・阪急ともに起点は大阪梅田駅であり、かつ神戸三宮駅を経由する。
- 新開地駅で先発した阪急車両は当駅で後発の阪神車両の接続を行い、同時に発車する。
- 2009年3月改正により、東二見駅以東を「山陽特急」として運行する列車は、当駅始発の山陽姫路行きの1日1本のみとなった。それも2016年に西代駅に停車するようになったことから、直通特急Bに変更されている。
- 2010年春の行楽期より2018年秋の行楽期まで阪急嵐山線直通の臨時列車に「直通特急」の種別が設けられていたことにより、2010〜2019年の間、阪急・阪神・山陽各社の「直通特急」の種別が停車する唯一の駅となっていた。2019年春の行楽期以降には阪急の直通特急に当駅を発着する列車の設定はない。
- 自動体外式除細動器（AED）の設置駅。
- 阪急・阪神神戸三宮駅 – 高速神戸駅間を経路に含む通勤定期券では、神戸三宮駅（阪急、阪神両方で可能）、花隈駅（阪急）、西元町駅・元町駅（阪神）で乗降が可能である。
- かつて駅で配布された時刻表は阪神移管後しばらく「神戸高速鉄道」となっていたが、2012年3月のダイヤ改正時より時刻表は阪神仕様の「神戸高速線　時刻表」となった。

## 利用状況
2023年11月平均の乗降人員は25,567人である。神戸高速線の駅では最多。
各年度の11月平均利用状況は下表の通り。
| 年度               | 乗車人員 | 降車人員 | 乗降人員 | 出典       |
| ------------------ | -------- | -------- | -------- | ---------- |
| 2019年（令和元年） | 13,436   | 13,352   | 26,788   | [ 阪神 1 ] |
| 2020年（令和02年） | 10,882   | 10,831   | 21,713   | [ 阪神 2 ] |
| 2021年（令和03年） | 11,407   | 11,391   | 22,798   | [ 阪神 3 ] |
| 2022年（令和04年） | 12,036   | 12,201   | 24,237   | [ 阪神 4 ] |
| 2023年（令和05年） | 12,736   | 12,831   | 25,567   | [ 阪神 5 ] |

### 神戸市統計書より
近年の1日平均乗車人員は下表のとおりである。
| 年度               | 1日平均 乗車人員 |
| ------------------ | ---------------- |
| 2007年（平成19年） | 13,667           |
| 2008年（平成20年） | 13,907           |
| 2009年（平成21年） | 13,258           |
| 2010年（平成22年） | 13,701           |
| 2011年（平成23年） | 13,262           |
| 2012年（平成24年） | 13,633           |
| 2013年（平成25年） | 14,271           |
| 2014年（平成26年） | 14,540           |
| 2015年（平成27年） | 15,344           |
| 2016年（平成28年） | 15,266           |
| 2017年（平成29年） | 16,049           |
| 2018年（平成30年） | 16,400           |
| 2019年（令和元年） | 16,219           |
| 2020年（令和02年） | 12,444           |
| 2021年（令和03年） | 13,145           |
| 2022年（令和04年） | 14,666           |

## 駅周辺
- 神戸楠公前ビル
  - 神戸高速鉄道本社
- メトロこうべ
- 神戸地方裁判所・神戸簡易裁判所
- 湊川神社
- 神戸文化ホール
- 大倉山公園
- 神戸市立中央図書館
- 神戸市立中央体育館
- 神戸大学楠キャンパス
  - 神戸大学医学部附属病院
- 神戸多聞郵便局
- 神戸橘郵便局
- 神戸相生郵便局
- 神戸ハーバーランド
  - umie MOSAIC
  - 神戸アンパンマンこどもミュージアム&モール
  - MOSAIC大観覧車

## バス路線
多聞通5バス停から発着する。
| 運行事業者 | 系統・行先 | 備考 |
| ---------- | --- | ---- |
| 神戸市バス | - 04・040：大日丘住宅前 - 07：三宮駅・市民福祉交流センター前 - 09：吉田町1丁目 - 011：板宿 - 013：新長田駅前 - 065：ひよどり台 - 095：新長田駅前 - 110・112 ：JR鷹取駅 |      |
| 阪急バス   | - 061：鈴蘭台 - 150：西鈴蘭台駅前 |      |
| 神姫バス   | - 山手線：三宮行き / 神戸駅前 - （番号なし）：神戸駅前 |      |

## その他
神戸高速鉄道が計画された当初、神戸電鉄が高架線で神戸駅前（現在のバスターミナル付近）に入る予定で、神戸電鉄の入る高架駅と阪急・阪神・山陽の入る地下駅（現在の高速神戸駅とほぼ同位置）との総合ターミナル駅として開設される計画であった。湊川公園の東側に、神戸駅まで「し」の字型に伸びる道路があるが、これが神戸電鉄が走る計画だった高架ルートとほぼ一致する。
この計画は後に見直され駅前の用地の問題や日本国有鉄道が神戸駅前への乗り入れに難色を示したため神戸電鉄は現在のルートで地下を走る計画に変更され、そして神戸電鉄と阪神・阪急・山陽が接続する位置に新開地駅を設置することになった。このため、神戸高速鉄道のターミナル駅は、新開地駅と当駅との2駅に分割されることになった。
鉄道アナリストの川島令三によると、川島の父親が当駅の建設にかかわっており、本来は隣の新開地駅と統合した神戸総合駅を設置する予定だったが、予算の都合上やむなく2つの駅に分割・縮小して建設することが決まった、としている。
駅名は開業当初より「高速神戸」であるが、国鉄の駅との区別を意図した駅名付けを同様にしていた山陽電気鉄道を中心に（電鉄須磨を日常的には「須磨」と呼称していたのと同様に）「神戸」と呼ばれることもある（高速長田駅についても同様）。もっとも、1990年代に山陽の行先表示器字幕が「神戸」から「高速神戸」に変更されたり、神戸高速鉄道自体もプラットホームの駅名標を交換した際に「こうそく」の文字をやや小さめに表現するのをやめたりという変化も見られる。当駅を発着する3社ともJR九州日豊本線の駅と同じ名前の駅を通る（阪急は中津、阪神は今津、山陽は別府）。

## 隣の駅
括弧内の英数字は駅ナンバリングにより付与された番号である。
阪神電気鉄道
神戸高速線（阪神元町・西代方面）
■直通特急（種別幕が赤）・■S特急
元町駅 (HS 33) - 高速神戸駅 (HS 35) - 新開地駅 (HS 36)
■直通特急（種別幕が黄■（神戸三宮駅 - 板宿駅間の各駅に停車））・■特急・■普通
西元町駅 (HS 34) - 高速神戸駅 (HS 35) - 新開地駅 (HS 36)
阪急電鉄
神戸高速線（阪急神戸三宮方面）
■特急・■通勤特急・■準特急・■急行・■快速・■S特急・■普通（急行・快速は下りのみ運転）
花隈駅 (HK-17) - 高速神戸駅 (HS 35) - 新開地駅 (HS 36)

### 記事本文